# 남해 보리암 목조관음보살좌상 불감
남해 보리암 목조관음보살좌상 불감(南海 菩提庵 木造觀音菩薩坐像 佛龕)은 대한민국 경상남도 남해군 남해읍 상주리 2065, 보리암에 있는 불화이다. 2015년 1월 15일 경상남도의 유형문화재 제575호로 지정되었다.

## 지정 사유
남해 보리암 목조관음보살좌상 불감은 독립적인 관음보살상과 선재동자, 용왕이 협시한 불감형식의 작품이다. 현재 불감의 윗부분은 없어졌고 남아 있는 형태도 완전하지는 않지만 이와 같은 형식은 서울 동국대학교 박물관 소장의 불감(1637-1644년)을 시작으로 17세기부터 19세기까지 유행하였다.
관음보살상은 통통한 뺨, 보발이 없는 점, 대칭적인 연판, 양 측면에 늘어진 옷자락 등에서 조선전기적 특징을 계승한 조선후기 17세기의 작품으로 판단된다. 따라서 용왕과 선재동자가 협시한 관음보살 삼존의 도상적 특징을 지닌 점과 사례가 적은 목조불감 형식, 17세기로 추정되는 제작시기 등 자료적 가치가 높은 중요한 불상으로 “경상남도 유형문화재“로 지정한다.

## 참고 자료
- 남해 보리암 목조관음보살좌상 불감 - 국가유산청 국가유산포털